# 沖縄国際海洋博覧会
座標: 北緯26度41分30秒 東経127度52分30秒 / 北緯26.69167度 東経127.87500度
沖縄国際海洋博覧会（おきなわこくさいかいようはくらんかい、英: International Ocean Exposition）は、沖縄返還、沖縄県の日本本土復帰記念事業として沖縄県国頭郡本部町で183日間の会期、1975年（昭和50年）7月20日から1976年（昭和51年）1月18日までの約6か月、183日間にわたり行われた国際博覧会（特別博）。略称は「沖縄海洋博」「海洋博」など。

## 概要
「海-その望ましい未来」を統一テーマとし、日本を含む36か国と3つの国際機関が参加し特別博としては当時史上最大規模となった。会場規模は、100万m2（うち陸域75万m2、海域25万m2）であった。期間中は県内の至る所に「めんそーれ沖縄」と書かれた歓迎の垂れ幕類が立っていた。
博覧会会場は海岸沿いの非常に細長い敷地であったため、会場内のアクセス向上策としてKRTやCVSなどの新交通システムが日本で初めて試験的に導入された。
海洋博開催によって、沖縄県の列島改造というべき開発が劇的に進んだ。現在の沖縄自動車道の一部区間整備や各国道の拡幅などが開催期間に向けて急ピッチで進められたほか、ホテル日航那覇グランドキャッスル（現：ダブルツリーbyヒルトン那覇首里城）や、沖縄ハーバービューホテルなどの大型ホテル、ゼファー那覇タワーなどの観光施設は全てこれに合わせて建設された。特にゼファー那覇タワーは、2007年（平成19年）8月にD'グラフォート沖縄タワーに抜かれるまで、沖縄一高いビルであった。
450万人の目標に対し最終的な入場者数は約349万人にとどまり、このことは、海洋博をあてこんで様々な商売を目論んだ層を落胆させ、民宿経営者などからは「起爆剤ではなく自爆剤」とまで不満が出る結果となった。会場内でグッズ類が投売りに近い値段で安売りされる光景は、ドキュメンタリー映像にも残り後年テレビ放映された。また、海洋博に合わせて行われた開発は、陸地からの泥土の海への流出を招きサンゴ礁に被害を与えるという海洋汚染も引き起こした。
博覧会開会式に出席するため、沖縄県を訪問した当時の皇太子明仁親王・皇太子妃美智子（現在の上皇明仁・上皇后美智子）がひめゆりの塔を訪問した際、過激派から火炎瓶を投擲されるという事件が起こった。

## 展示物等

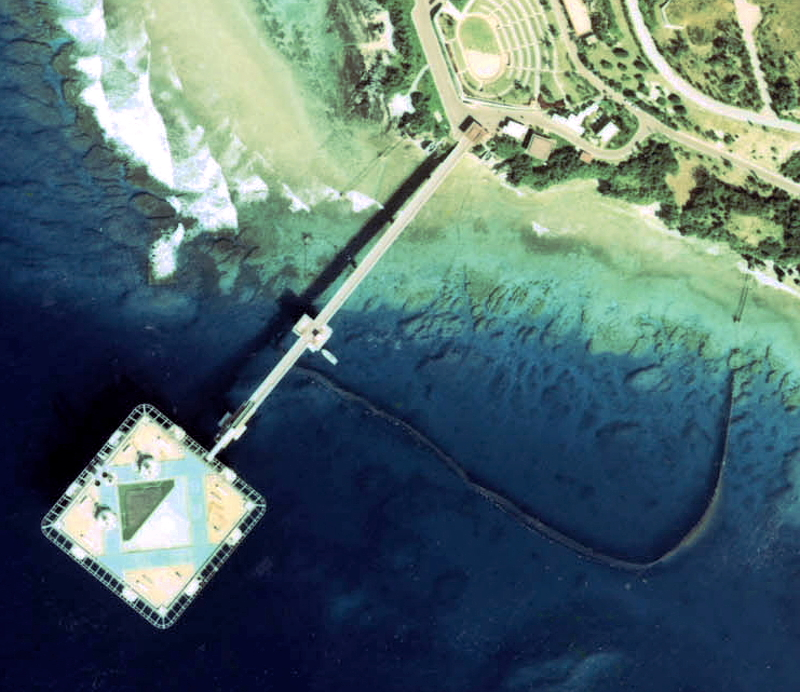
1977年（昭和52年）
アクアポリスの空中写真。

展示施設の中でも最大の目玉とされたのが、未来型海洋都市のモデルとなる人工島「アクアポリス」であった。しかし、アクアポリス自体が展示物であり内部にさしたるアミューズメント的な仕掛けもない施設となっていたことから、訪問客の中には拍子抜けした者も少なくなかった。
会場には、1975年（昭和50年）7月1日 - 1976年（昭和51年）1月31日の間、「沖縄海洋博郵便局」が置かれた。
場内は「海に親しむ」をテーマとした「魚のクラスター」、「海に生きる」をテーマとした「民族・歴史のクラスター」、「海に開く」をテーマとした「科学・技術のクラスター」、「海を行く」をテーマとした「船のクラスター」の4つのゾーニングで構成された。
沿岸部
- アクアポリス
- 海洋牧場
- エキスポランド
- エキスポビーチ
- エキスポ未来カー（CVS線）
- 海浜公園
- 夕陽の広場
- 夜行海
- 魚見台
- 潮見台
- 船見台
- 迎賓館
- 船乗り広場
- ポートサイドシアター
- フローティングステージ
- ポートサイドレストラン

| クラスター             | 国内出展                                                                    | 海外出展                                                         | その他施設                                                                       |
| ---------------------- | --------------------------------------------------------------------------- | ---------------------------------------------------------------- | -------------------------------------------------------------------------------- |
| 魚のクラスター         | - 住友館                                                                    | - イラン館                                                       | - 水族館 - 海洋生物園 - 魚の広場 - いるかの国                                    |
| 民族・歴史のクラスター | - 沖縄館 - 海洋文化館（日本政府） - 日立グループ海洋図書館 - 三菱海洋未来館 | - 国際1号館 - 国際2号館                                          | - 北ゲート - 海洋博ホール（松下電器） - かりゆし広場屋外ステージ - KRT北ゲート駅 |
| 科学・技術のクラスター | - 芙蓉グループパビリオン - WOSくじら館 - 三井こども科学館                   | - アメリカ館 - イタリア館 - ソ連館 - オーストラリア館 - カナダ館 | - 国際広場 - 探検広場 - 中央アーケード - KRT国際広場駅                           |
| 船のクラスター         | - 海洋みどり館                                                              | - 国際3号館                                                      | - 南ゲート - KRT南ゲート駅 - シーサイド・バザール - 中央診療所                   |

### 会場内を運行した新交通システム
会場内の輸送手段を兼ねてKRT線（Expoニューシティカー）とCVS線（Expo未来カー）の2つの自動案内軌条式旅客輸送システム (AGT) の路線が運行されており、これらは財団法人沖縄国際海洋博覧会協会が軌道法に基づき会期中期間限定の旅客運送を行っていたものであった。戦後初の沖縄県内で鉄軌道法規が適用された正式な鉄軌道路線であり、日本初の新交通システム営業路線でもあった。

## 沿革
開催経緯
1970年（昭和45年）の日本万国博覧会を契機に沖縄の日本復帰記念事業として「海」、「海洋」をテーマに国際博覧会を開催する構想が生まれた。1971年（昭和46年）10月15日に琉球政府行政主席から、通商産業大臣に対し「一九七五年沖繩国際海洋博覧会開催について（要請）」が提出され、博覧会国際事務局に開催申請手続を進めることで10月22日に閣議了解された。11月2日に在パリ日本大使を通じ、博覧会国際事務局に申請し、11月24日に開催された博覧会国際事務局理事会で申請が正式受理された。1972年（昭和47年）5月1日には「沖縄国際海洋博覧会の準備及び運営のために必要な特別措置に関する法律」が施行された。開催候補地には本部半島の他糸満市、読谷村、宮古島、八重山地域が挙げられていた。
年表
- 1970年[20]
  - 3月20日 - 沖縄経済振興懇談会が沖縄への国際博覧会招致の積極的推進を行う共同声明を発表。
  - 8月15日 - 琉球政府が日本政府に沖縄での海洋博覧会開催を正式要請。
- 1971年[20]
  - 6月1日 - 通商産業省に「沖縄海洋博調査室」を設置。
  - 10月22日 - 沖縄での海洋博覧会開催を閣議了解。
  - 11月 - 通産省に国際海洋博覧会準備室を設置。
  - 11月2日 - 国際博覧会事務局（BIE）に特別博覧会として海洋博覧会の開催を申請。
  - 11月24日 - 第70回BIE総会にて沖縄での海洋博覧会開催を受理。琉球政府が海洋博推進本部を設置。
- 1972年[20]
  - 2月1日 - 財団法人沖縄国際海洋博覧会協会設立。
  - 2月20日 - 琉球政府が本部半島周辺での博覧会開催を答申。
  - 2月29日 - 会場を本部半島に決定。
  - 3月24日 - この日までに異議申立や競合申請がなかったため、沖縄での国際海洋博覧会開催が確定。
  - 4月10日 - テーマ・基本理念決定。
  - 5月1日 - 沖縄国際海洋博覧会特措法施行。
  - 5月2日 - 閣議で開催期間を1975年3月2日から8月31日、会場面積約100ヘクタールに決定。
  - 5月15日 - 沖縄県に海洋博協力局が発足。
  - 5月25日 - 第71回BIE理事会にて沖縄国際海洋博覧会の開催を正式決定。
  - 7月26日 - シンボルマーク決定。
  - 9月26日 - 第一次会場基本計画案を採択。
  - 11月10日 - 世界140カ国34国際機関に招請状を送付。
- 1973年[20]
  - 1月15日 - 第1次全体資金計画決定、建設費220.06億円・運営費110.27億円とする。
  - 1月30日 - 政府に沖縄国際海洋博覧会推進対策本部設置。
  - 3月2日 - 起工式開催。
  - 5月15日 - 国内出展参加受付開始、亀倉雄策デザインによるマスコットマーク発表。
  - 6月19日 - 第二次会場計画案を採択。
  - 7月10日 - マスコットマーク愛称「オキちゃん」決定。
  - 8月1日 - 沖縄国際海洋博覧会協会本部を東京都港区から那覇市に移転。
  - 12月21日 - オイルショックに伴い会期を7月20日から翌年1月18日までへの延期を閣議了解。
- 1974年[20]
  - 2月20日 - BIE分類委員会にて会期延期を正式承認。
  - 5月13日 - 入場料金決定。
  - 7月20日 - 前売入場券発売開始。
  - 8月28日 - ソ連が第1号外国出展契約を締結。
- 1975年[20]
  - 3月22日 - 那覇港に到着したカナダ館用のコンテナが到着、参加国貨物の輸送を開始[21]。
  - 3月28日 - 第2次全体資金計画決定、建設費318.59億円・運営費141.59億円とする。その後304.61億円に減額。
  - 4月23日 - アクアポリス会場到着。
  - 5月20日 - 沖縄自動車道許田 - 石川間完成。
  - 7月9日 - 報道公開。
  - 7月15日 - 博覧会跡地への記念公園設置を閣議決定[22]。
  - 7月19日 - 開会式。
  - 7月23日 - 過激派の青年1人がエキスポポート停泊中のチリの練習帆船「エスメラルダ」に火炎瓶を投げ乗組員2名が負傷（エスメラルダ号火炎瓶投擲事件）[23]。
  - 8月24日 - 入場者100万人突破[4]。
  - 10月27日 - 入場者200万人突破[4]。
  - 10月13日 - 琉球海運による那覇新港 - 渡久地新港間の大型客船による博覧会アクセス便の運航を中止[21]。
  - 11月2日 - 水上ステージでミス・インターナショナル日本代表選出大会が開催され[24]、中村久美江が選出された。
  - 11月3日 - 水上ステージでミス・インターナショナル世界大会が開催され、ユーゴスラビア代表のリディヤ・ベラ・マニッチが優勝[25]。
  - 12月13日 - ミクロネシア・サタワル島からアウトリガーカヌー「チェチェメニ」が到着[21]。
- 1976年[20]
  - 1月1日 - 入場者300万人突破[4]。
  - 1月18日 - 閉会式。
  - 3月末 - 博覧会の全体収支を14.92億円の黒字とする。
  - 7月31日 - 沖縄国際海洋博覧会協会解散。

## 閉会後

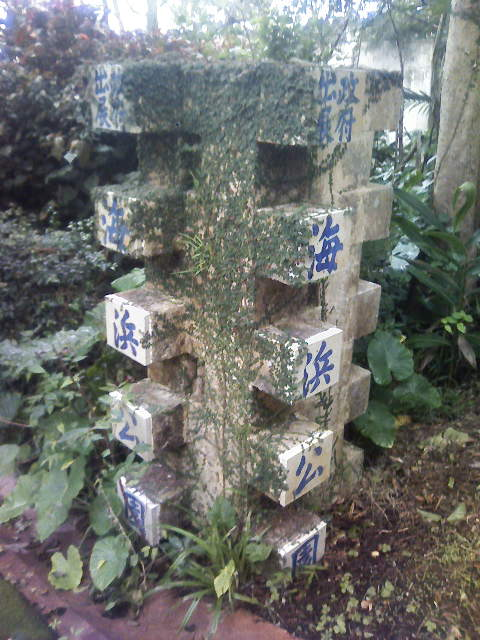
2012(平成24)年1月9日撮影
国営沖縄記念公園に残る日本政府出展「海浜公園」入口

海洋博の終了後、跡地は国営沖縄海洋博覧会記念公園となった。「海洋生物園」は博覧会終了後から「国営沖縄海洋博記念公園水族館」、1987年から「国営沖縄記念公園水族館」と名称を変えその後も公園内の中核施設として営業を続け、老朽化により2002年に建物も建て替えられて沖縄美ら海水族館となっている。アクアポリスは2000年（平成12年）10月、鉄屑としてアメリカ合衆国の企業へ売却処分、10月23日に現地を離れ、解体場所の中華人民共和国の上海へ海上を曳航された。

## シンボルマーク
海洋博のシンボルマークは、沖縄の海を葛飾北斎の絵を思わせる日本的な波を3つ連続して表し波を表す白い線を境に上部を青色・下部を紺色として海と空を表すものとした。
11人による指名コンペの結果、永井一正のデザインが採用された。永井は波模様について「2つでは広い海を表すには足りない、4つでは弱くなる、連続する様子が想像できる3つが丁度いい」と述懐している。

## 会場への交通
幹線鉄道が存在しない沖縄では会場への交通がバス主体となり、シャトルバスが那覇市・沖縄市・名護市から10～15分毎に設定され、また海上交通として那覇新港からはホーバークラフトや水中翼船も就航した（日本交通公社の時刻表 1975年8月号より）。
また沖縄自動車道の許田IC - 石川IC間が突貫工事で海洋博2か月前の1975年5月20日に開通し、道路交通の便が図られた。
本土等からの航空便も開催中は増便が行われ、特に日本航空・南西航空が「オフィシャル・エアライン」となり、ほぼ全ての機材に博覧会のロゴマークを入れて運航した他、多くのパッケージツアーを主催した。

## 記念発行物
- 記念切手

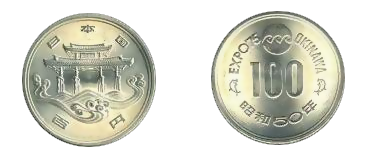
記念貨幣（100円白銅貨）

  - 20+5円付加寄付金付きが1974年（昭和49年）3月2日に発行された[29]。販売の結果、財団法人沖縄国際海洋博覧会協会へ227,957,726円が寄付金交付された[30]。
  - 20円・30円・50円の三種類が1975年（昭和50年）7月19日に発行された[31]。
- 記念貨幣
  - 100円白銅貨が[32]、1975年（昭和50年）7月3日（10月22日追加発行）発行された。表は守礼門と紅型をイメージした波模様、裏はシンボルマークとマスコット「オキちゃん」のデザインがあしらわれた。

## 映画
1976年（昭和51年）9月18日に東宝洋画系で沖縄海洋博の記録映画である『公式長編記録映画 沖縄海洋博』が公開された。中村メイコと愛川欽也のトーク形式のナレーションが収録されている。再上映やテレビでの放映がされず長く幻の記録映画であったが2006年にDVDが発売された。

### スタッフ
- 監督：松山善三
- 総プロデューサー：田口助太郎
- 音楽：木下忠司
- ナレーション：中村メイコ、愛川欽也
- 主題歌：森山良子
- 企画：沖縄国際海洋博覧会協会
- 製作：ニュース映画製作者連盟

## 音楽
公式ソングがいくつかリリースされた。
- 「沖縄海洋音頭」大平隆嘉（海洋博協賛歌）
- 「沖縄海洋博音頭」城明（沖縄海洋博協賛歌）
- 「沖縄国際海洋博音頭」 乙女椿（沖縄国際海洋博覧会協賛）MR-2014
- 「イルカ音頭」「イルカのソナタ」イルカファミリーコーラス（海洋博のうた）
- 「海洋博ユンタ」三橋美智也 / 「オキちゃんマーチ」今陽子 - A面B面（海洋博協会選定歌）[34]
- 「海洋博は招くよ」饒辺愛子 「沖縄メンソウロー」 新垣豊子／上地末子 - A面B面（※ジャケット未表記）KF-215
- 「海のおくりもの」やまがたすみこ（沖縄国際海洋博覧会協会推薦）
- 「サンゴ礁の娘」城みちる（沖縄国際海洋博覧会 世界青少年海洋大会参加曲）
- 「沖縄海洋博小唄」崎浜秀文と国際歌謡学院民謡グループ
- 「珊瑚礁に何を見た」上條恒彦（沖縄海洋博イメージソング）

## 沖縄海洋博が登場した作品
- サンデースペシャル (TBS) - 1975年(昭和50年)7月27日に『夏だ！海洋博だ！マチャアキだ！』を放送（琉球放送制作）。メインは堺正章。ゲストは加山雄三・由美かおる・石原慎太郎等が出演。
- 夜のヒットスタジオ（フジテレビ） - 1975年(昭和50年)8月11日放送にて、同博覧会会場に特設ステージを設けて生中継を行う予定であったが、当日になって沖縄県全域に台風が接近したことから、そのステージを使用することができなくなり、急遽スタッフ用の狭いブースから中継を行うというハプニングが起きた。2009年(平成21年)6月18日にフジテレビTWOの再放送の初回放送となる。
- スター誕生!（日本テレビ） - 1975年(昭和50年)11月26日にテレビ予選の公開収録が行われた（放送は12月7日・14日）。
- サザエさん（フジテレビ） - 1975年(昭和50年) 12月14日放送分Bパート「めんそ〜れ沖縄」にて、磯野家が沖縄海洋博を訪れた。
- ゴジラ対メカゴジラ - 沖縄海洋博会場予定地で洞窟と予言の壁画が発見される。